# نورا آروستامیان
نورا ستراکی آروستامیان (ارمنی: Նորա Սեդրակի Առուստամյան؛ زادهٔ ۲۶ سپتامبر ۱۹۹۱) یک زبان‌شناس و سیاستمدار اهل ارمنستان است که از تاریخ ۲۰۱۷ تا تاریخ ۲۰۲۱ سمت نمایندگی دوره‌های ششم و هفتم مجلس ملی جمهوری ارمنستان را برعهده داشت.

## زندگی‌نامه
در ۲۶ سپتامبر ۱۹۹۱ در آشتاراک به دنیا آمد و از دانشگاه دولتی ایروان فارغ‌التحصیل شد.   وی دختر Սեդրակ Առուստամյան می‌باشد.